# Georg Nolte
Georg Nolte (* 3. Oktober 1959 in Bonn) ist ein deutscher Rechtswissenschaftler und Inhaber des Lehrstuhls für Öffentliches Recht, Völkerrecht und Europarecht am Institut für Völker- und Europarecht der Humboldt-Universität zu Berlin. Seit dem 6. Februar 2021 ist er Richter am Internationalen Gerichtshof in Den Haag.

## Leben
Er wuchs in Bonn als Sohn des Historikers Ernst Nolte auf. Nach dem Abitur absolvierte er das Studium der Rechtswissenschaft an der FU Berlin und der Universität Genf. Danach war er wissenschaftlicher Mitarbeiter an Fachbereich Rechtswissenschaften der FU Berlin. Anschließend absolvierte er den juristischen Vorbereitungsdienst und arbeitete daneben als wissenschaftlicher Assistent und Referent am Max-Planck-Institut für ausländisches öffentliches Recht und Völkerrecht in Heidelberg. Nach einer Gastdozentur an der Juristischen Fakultät der Universität Leipzig wurde er 1991 an der Universität Heidelberg promoviert. Es folgte ein Lehr- und Forschungsaufenthalt im Jahr 1992 an der New York University, School of Law, nach dem er seine Tätigkeit am Max-Planck-Institut in Heidelberg fortsetzte.
Nach seiner Habilitation 1998 mit dem Thema Eingreifen auf Einladung übernahm er eine Lehrstuhlvertretung an der Juristischen Fakultät der Universität Regensburg, bevor er im Oktober 1999 Universitätsprofessor für Öffentliches Recht, Völkerrecht und Rechtsvergleichung an der Georg-August-Universität Göttingen wurde. Im Dezember 2004 nahm er den Ruf an die Juristische Fakultät der Ludwig-Maximilians-Universität München an und hatte als Nachfolger von Bruno Simma bis März 2008 den Lehrstuhl für Öffentliches Recht, Völkerrecht und Europarecht am Institut für Internationales Recht inne. Seit April 2008 ist er als Nachfolger von Christian Tomuschat und Gerd Seidel Inhaber des Lehrstuhls für Öffentliches Recht, Völkerrecht und Europarecht an der Humboldt-Universität zu Berlin.
Von Januar 2007 bis 2021 war Nolte Mitglied der Völkerrechtskommission der Vereinten Nationen, während der 70. Sitzungsperiode 2017 war er deren Vorsitzender.
Am 12. November 2020 wurde Nolte von der Generalversammlung und vom Sicherheitsrat der Vereinten Nationen zum Richter am Internationalen Gerichtshof gewählt; seine neunjährige Amtszeit begann am 6. Februar 2021.

## Schriften (Auswahl)
- Beleidigungsschutz in der freiheitlichen Demokratie: Eine vergleichende Untersuchung zur Rechtslage in der Bundesrepublik Deutschland, den Vereinigten Staaten von Amerika sowie nach der Europäischen Menschenrechtskonvention (= Beiträge zum ausländischen öffentlichen Recht und Völkerrecht. Bd. 105). Springer, Berlin 1992, ISBN 3-540-55612-5 (Dissertation, Universität Heidelberg, 1990).
- Eingreifen auf Einladung: Zur völkerrechtlichen Zulässigkeit des Einsatzes fremder Truppen im internen Konflikt auf Einladung der Regierung (= Beiträge zum ausländischen öffentlichen Recht und Völkerrecht. Bd. 136). Springer, Berlin 1999, ISBN 3-540-65397-X (Habilitationsschrift, Universität Heidelberg, 1998).
- (mit Heike Krieger) Europäische Wehrrechtssysteme: Ein Vergleich der Rechtsordnungen Belgiens, Dänemarks, Deutschlands, Frankreichs, Luxemburgs, der Niederlande, Polens, Spaniens und des Vereinigten Königreichs (= Forum Innere Führung. Bd. 17). Nomos, Baden-Baden 2002, ISBN 3-7890-8278-3.
- (hrsg. mit Michael Byers) United States Hegemony and the Foundations of International Law. Cambridge University Press, Cambridge 2003, ISBN 0-521-81949-0.

## Ämter und Funktionen
- Mitglied der Völkerrechtskommission der Vereinten Nationen (ehem.)
- Mitglied des Völkerrechtswissenschaftlichen Beirats des Auswärtigen Amts
- Mitglied des Rates der Deutschen Gesellschaft für Völkerrecht
- Mitglied des Arbeitskreises Friedens- und Sicherheitspolitik beim Planungsstab des Auswärtigen Amts
- Mitglied des Stiftungsrates der Deutschen Stiftung Friedensforschung
- Mitglied des Vorstandes der International Society for Military Law and the Laws of War
- Mitglied des wissenschaftlichen Beirates der Hessische Stiftung Friedens- und Konfliktforschung
- Vizepräsident der Deutschen Gesellschaft für Wehrrecht und humanitäres Völkerrecht
- Mitglied des Preisrichtergremiums für den Helmuth-James-von-Moltke-Preis 2005 der Deutschen Gesellschaft für Wehrrecht und humanitäres Völkerrecht
- Mitglied des Institut de Droit international[5]

## Habilitationen
Bei Nolte habilitierten:
- 2016: Helmut Philipp Aust (Professor an der Freien Universität Berlin)
- 2004: Heike Krieger (Professorin an der Freien Universität Berlin)